# James Dwight Dana
James Dwight Dana (1813 – 1895) va ser un zoòleg i geòleg estatunidenc. Dana guanyà la Copley Medal per la Royal Society el 1877, la Wollaston Medal per la Geological Society of London el 1874 i la medalla Clarke per la Royal Society of New South Wales el 1882. El seu fill, Edward Salisbury Dana (1849–1935) també va ser mineralogista.
El seu pare era un mercader, James Dana (1780–1860), i la seva mare es deia Harriet Dwight (1792–1870). Per part de mare estava emparentat amb la família de missioners i pedagogs Dwight de Nova Anglaterra, que incloïa el seu oncle, Harrison Gray Otis Dwight i el seu cosí germà Henry Otis Dwight.
James va estudiar sota Benjamin Silliman el Vell. Es va graduar el 1833, i durant dos anys va ser professor de matemàtiques per a la Navy, i salpà cap al Mediterrani.
Els anys 1836 i 1837 va ser ajudant del Professor Silliman en el laboratori de química de la universitat Yale, i després, durant 4 anys com mineralogista i geòleg per a l'Expedició d'Exploració Estatunidenca, 1838-1842, dirigida pel Capità Charles Wilkes, a l'Oceà Pacífic que tornà el 1842. Les anotacions de les seves llibretes de camp inclouen el Mont Shasta i Castle Crags.
El 1844 es casà amb la filla del Professor Silliman, Henrietta Frances Silliman. El 1846 va ser editor adjunt de la revista científica American Journal of Science and Arts.

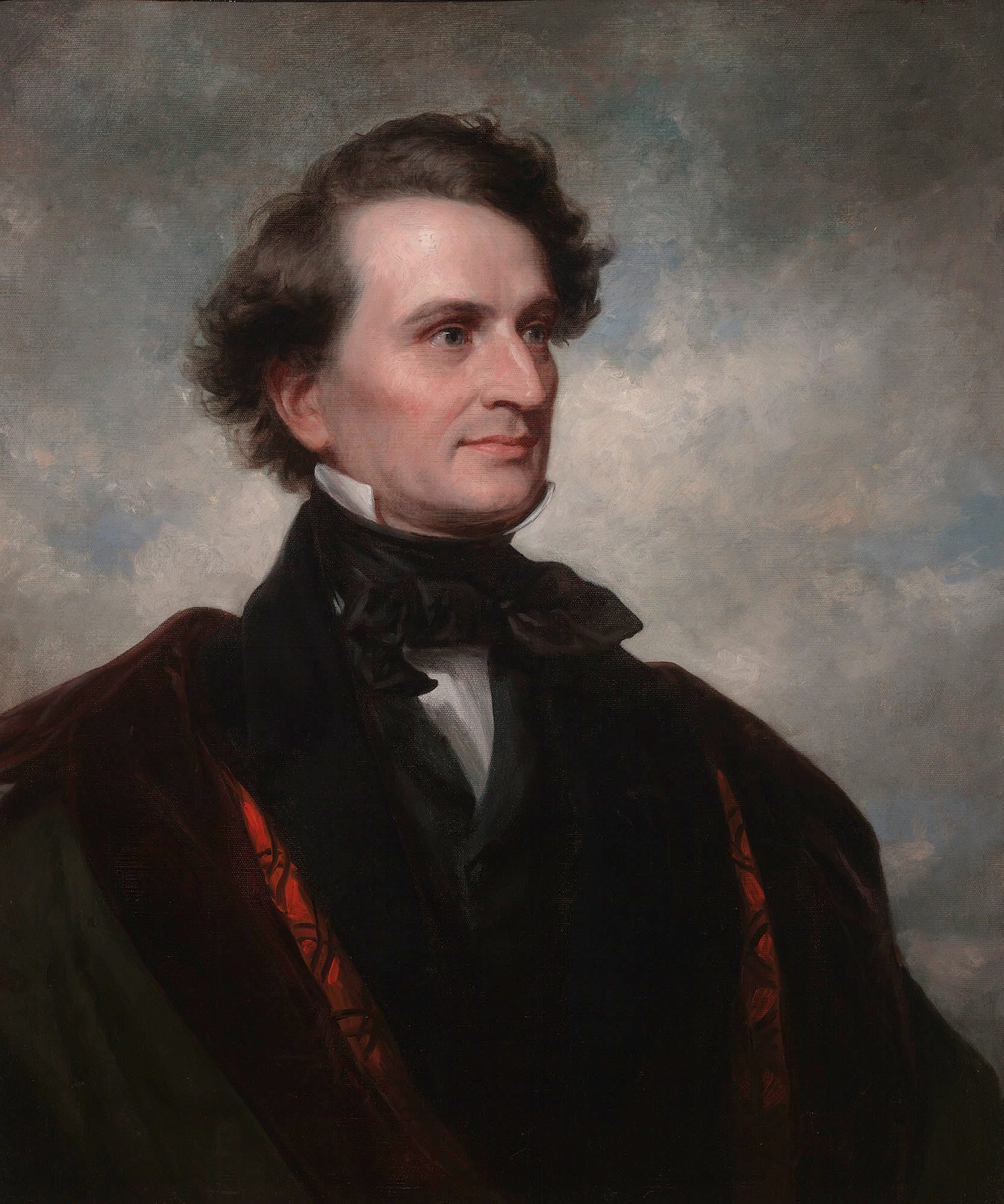
Dana, pintat per Daniel Huntington el 1858

L'any 1849 la seva publicació de la geologia del Mont Shasta va impulsar la Febre de l'or de Califòrnia. Dana va estudiar el vulcanisme de les illes Hawaii.
Publicà:
- System of Mineralogy (1837)
- Manual of Mineralogy (1848),[2] and his Manual of Geology (1863).[3]

## Noms en honor de Dana

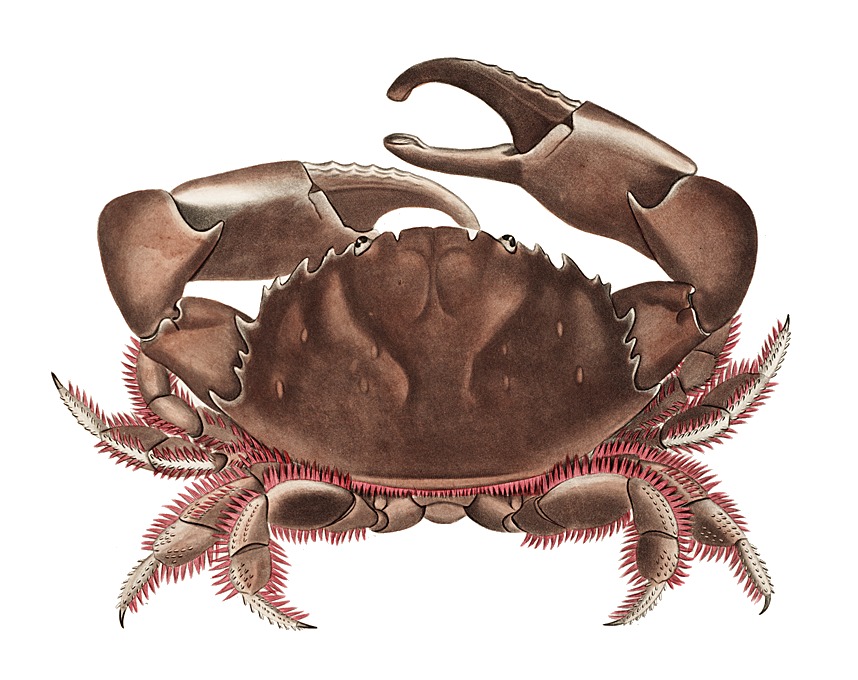
Etisus dentatus, del treball de 1855 Crustacea

- Dana Park a Albany, New York, amb una font monumental en el seu honor
- Mont Dana a Sierra Nevada (EUA)
- Dorsa Dana (a la Lluna)
- Danalita, un mineral.
- Dana Passage a Puget Sound, US
- Cràter Dana, un cràter a Mart
- The Dana Medal de la Mineralogical Society of America
- La James Dwight Dana House a New Haven, Connecticut va ser declarada un a National Historic Landmark el 1965.
- El fòssil de cranc, Euproops danae